# フォーミュラ・スズキKei
フォーミュラ・スズキKei（ふぉーみゅら・すずきけい）とは、スズキスポーツ（現アイアールディー）が製造・販売していたレーシングカー（競技専用自動車）の車種名。

## 概要
2001年6月よりスタートした、スズキスポーツカップ・ワンメイクレースシリーズ用に製造された車両である。
車名からも分かるとおり、同社の軽自動車「Keiワークス」に搭載されているK6A型660cc直列3気筒DOHCターボエンジンを使用しており、エンジンの最高出力/最大トルクもノーマルのまま64PS/10.8kg-mとなっている。これに5速マニュアルトランスミッション（Hパターン）が組み合わされている。車両重量は410kgに抑えられており、FJ1600同様、本格的なフォーミュラカーを使用したレースのエントリー用モデルとして位置づけられている。
2008年までフォーミュラ・スズキ隼と共にスズキスポーツカップ→モンスターワンメイクレースシリーズ用の車両として使用されたが、2008年をもって同シリーズの開催が終了したため、現在は本車両を用いたレースは行われていない。